# La espada del rey
La espada del rey (en ruso: Слуга государев, romanizado: Sluga Gosudarev) es una película histórica rusa de 2007 escrita y dirigida por Oleg Ryaskov y protagonizada por Dmitry Miller, Aleksandr Bukharov, Kseniya Knyazeva, Darya Semyonova, Alexei Chadov y Mariya Gorban. Relata los eventos ocurridos en la Gran guerra del norte, con particular énfasis en la Batalla de Poltava.

## Sinopsis
La acción tiene lugar en la época de la Gran Guerra del Norte de 1709. El Rey de Francia, Luis XIV, envía a dos duelistas al exilio: Antoine De La Bouche (Valery Malikov) es ordenado a ir al campamento del Rey Carlos XII, y Carlos de Brézé (Dmitry Miller) es enviado al campamento del Zar ruso, Pedro el Grande. Ambos franceses se enfrentan a varios peligros en su arduo camino y son testigos de primera mano de la gran Batalla de Poltava desde lados opuestos. Las tramas de la corte y las aventuras románticas permanecen en el pasado, ya que estos dos milicianos se sumergen de cabeza en la olla hirviente de la guerra y los horrores que ésta trae a sus vidas, hasta que se enfrentan en la sangrienta Batalla de Poltava.

## Reparto
- Dmitry Miller es Sharl de Breze.
- Aleksandr Bukharov es Grigoriy Voronov.
- Kseniya Knyazevaes Sharlotta de Monterras.
- Darya Semyonova es Anka.
- Alexei Chadov es Angie.
- Valeriy Malikov s Antoine de La Bouche.
- Andrey Sukhov es Pedro el Grande.
- Vladislav Demchenko es el Príncipe Philipp.
- Dmitry Shilyayev es Luis XIV.
- Andrey Ryklin es Alexander Menshikov.
- Rodion Yurin es el Conde de Guiche.
- Yelena Plaksina es Praskoviya.
- Ivan Shibanov es Marquise von Shomberg.
- Olga Artngoltz es Marquise Gretchen von Shomberg.
- Eduard Flerov es Carlos XII.
- María Kozhevnikova es una mucana.
- Yulia Mayboroda es una mucama.
- Evgeny Menshov es Usher.
- Mariya Gorban es Pridvornaya.

## Lanzamiento
La espada del rey fue estrenada en más de veinte países, incluyendo Brasil, Portugal, España, Italia, Alemania, Países Bajos, Suecia, Finlandia, Dinamarca, Francia, Estonia, Letonia, Lituania, Ucrania, Polonia, Emiratos Árabes Unidos, Australia e Israel. Fue exhibida además en importantes eventos cinematográficos internacionales como el Festival Internacional de Cine de Copenhague y el Festival Internacional de Cine de Gotemburgo, entre otros.